# Haramiyida
Die Haramiyida sind eine Gruppe ausgestorbener Säugetiere, die vor allem durch spärliche Zahn- und Kieferfunde belegt sind und im Trias- und Jura-Zeitalter lebten.

## Allgemeines
Die ältesten Funde stammen aus der Obertrias, sie sind rund 210 Millionen Jahre alt und zählen neben Adelobasileus cromptoni zu den ältesten bekannten Säugetierfossilien. Die jüngsten Funde dieser Gruppe werden auf das Obere Jura datiert. Die bislang entdeckten Fossilien bestehen hauptsächlich aus Überresten der Kiefer und der Zähne, Funde wurden in Europa, Grönland, Afrika, China und den USA gemacht.
Das Wissen über diese Tiere beschränkt sich hauptsächlich auf die aus den Zähnen ableitbaren Fakten. Die Backenzähne sind relativ groß und mit zahlreichen Höckern versehen, genauer gesagt drei großen auf der einen Seite und fünf kleine auf der anderen Seite des Zahns. Zwischen den Höckern bestand eine Vertiefung, in die sich die Höcker der gegenüberliegenden Zähne hineinfügten.
Die Verwandtschaftsbeziehungen der Haramiyida zu anderen Säugetiergruppen waren lange Zeit ungeklärt, meist wurden sie als sehr ursprünglicher Seitenzweig angesehen. Aufgrund der Ähnlichkeiten im Bau der Zähne wurden die Haramiyida früher als Vorfahren der Multituberculata betrachtet, einer einstmals weitverbreiteten, vom Jura bis ins Eozän verbreiteten Säugetiergruppe, die ebenfalls durch zahlreiche Höcker auf den Backenzähnen charakterisiert ist. Haramiyida und Multituberculata wurden in einem gemeinsamen Taxon, Allotheria, zusammengefasst. Der Bau des Kiefers, der seit den Funden von Haramiyavia bekannt ist, lässt aber noch sehr urtümliche Züge erkennen. Da die Multituberculata in ihrem Kieferbau stärkere Ähnlichkeiten zu den heutigen Säugern aufwiesen, müsste es sich bei der Evolution des Kiefers um eine konvergente Evolution handeln. Die Mehrzahl der heutigen Forscher betrachtet das als unwahrscheinlich, sodass man heute eher davon ausgeht, dass die Ähnlichkeiten im Bau der Zähne rein äußerlich sind. Am ehesten dürften die Haramiyida einen isolierten frühen Seitenzweig in der Entwicklung der Säugetiere darstellen.

## Die Gattungen und Arten
- Einzelne Zähne, die in verschiedenen Ländern Westeuropas aus der Zeit der Obertrias und des Unterjuras gefunden wurden, wurden in die Gattung Haramiya und Thomasia eingeordnet. Durch neuere Funde ist belegt, dass es sich dabei lediglich um die oberen (Haramiya) und unteren (Thomasia) Molaren derselben Gattung handelt, aus Prioritätsgründen (der ältere Name ist in diesem Fall der gültige) werden die Funde nun in Thomasia (benannt, nach Oldfield Thomas, einem bedeutenden Säugetierforscher) eingeordnet.
- Von Haramiyavia aus der Obertrias, gefunden in Grönland, sind die bislang am besten erhaltenen Fossilien bekannt. Neben Zähnen fand man Reste des Unterkiefers und sogar einzelne Teile des übrigen Skeletts, die auf ein kleines, agiles Tier hindeuten. Die Schädellänge von Haramiyavia wird auf 4 cm geschätzt; die Bezahnung lässt auf einen Pflanzen- oder Allesfresser schließen.
- Ein einzelner Zahn aus der Obertrias ist alles, was von der Gattung Hypsiprymnopsis bekannt ist.
- Von der Gattung Theroteinus sind ebenfalls nur einzelne Zähne bekannt, die aus Frankreich stammen und in die Obere Trias datiert werden.
- Auch Mojo ist nur aus einzelnen Zähnen bekannt, die in Belgien gefunden wurden und ebenfalls aus der Oberen Trias stammen.
- Jüngeren Datums ist die Gattung Eleutherodon, die aus England bekannt ist und von der im Jahr 2005 auch Überreste in China gefunden wurden. Sie hat im mittleren Jura gelebt.
- Von zwei weiteren Gattungen, Millsodon und Kirtlingtonia, sind ebenfalls im Jahr 2005 in England einzelne Zähne aus dem mittleren Jura gefunden worden.
- Die Gattung Staffia ist der erdgeschichtlich jüngste Vertreter der Haramiyida und der erste, der im damaligen Gondwana entdeckt wurde. Zahnfunde dieser Gattung wurden in Tansania gemacht und werden auf das Obere Jura datiert.
- Megaconus aus dem Mitteljura von China hatte hochkronige Backenzähne und war an pflanzliche Nahrung angepasst.[1]
- Im August 2013 wurde Arboroharamiya (lat. arbor, Baum) aus der nordostchinesischen Tiaojishan-Formation beschrieben, ein Baumbewohner. Der etwa 160 Millionen Jahre alte Holotyp zeigt den größten Teil des Rumpfskletts, Teile der Gliedmaßen und der Kiefer und ist der größte bisher beschriebene Haramiyide. Eine phylogenetische Analyse ergab, dass Arboroharamiya in einem Schwestergruppenverhältnis zu den Multituberculata steht, einer Gruppe ausgestorbener Säugetiere, die in ihren Ausmaßen, ihrer Vielfalt und ihrer vermuteten Lebensweise Parallelen zu den Nagetieren aufwiesen.[2] Im August 2014 wurde Arboroharamiya zusammen mit drei weiteren, neu beschriebenen baumbewohnenden Frühsäugern dem neuen Taxon Euharamiyida zugeordnet. Die Haramiyida werden damit zu einer paraphyletischen Gruppe, da sie aus Gattungen bestehen, die basal zur Klade aus Euharamiyida und Multituberculata stehen, sowie aus Gattungen der Euharamiyida und die Multituberculata, die nicht Teil der Haramiyida sind.[3]
- Maiopatagium furculiferum und Vilevolodon diplomylos (lat. volare, fliegen) wurden im August 2017 als neu identifizierte Arten aus China beschrieben. Beide Arten besaßen lange Gliedmaßen, Zehen und Finger, zwischen denen sich flächige Membranen befanden, die ihnen das Gleiten ähnlich den heutigen Gleithörnchen ermöglichten.[4]
- Cifelliodon wahkarmoosuch wurde Mitte 2018 beschrieben, kam in Nordamerika vor und lebte als letzter bekannter Überlebender der Haramiyida noch in der Unterkreide.[5]